# Nasiru Mohammed
Nasiru Mohammed (Kumasi, 6 giugno 1994) è un calciatore ghanese, attaccante dell'EIF.

## Carriera

### Club
Mohammed ha iniziato a giocare all'età di 9 anni nella Lazio FC, formazione della sua città natale Kumasi. Successivamente è entrato a far parte del Rainbow FC, formazione che all'epoca militava nella terza serie ghanese.
Nel maggio 2012 ha svolto un provino con il Manchester City, venendo aggregato alla squadra riserve e a quella giovanile, ma non ha ottenuto un contratto.
Tre mesi più tardi è passato in prestito agli svedesi dell'Häcken, formazione nella quale il connazionale Majeed Waris si stava lanciando verso il titolo di capocannoniere. Mohammed ha debuttato nel campionato di Allsvenskan il 27 agosto 2012 in casa contro l'Elfsborg, subentrando al 65' minuto e realizzando una doppietta che ha permesso alla sua squadra di vincere 4-2. La seconda presenza la colleziona il 31 agosto, anche in questo caso segna partendo dalla panchina. Prima del termine del campionato 2012 è stata ufficializzata la sua permanenza in rosa a titolo definitivo, con un contratto di quattro anni.
La sua lunga parentesi all'Häcken è durata sette anni fino al luglio 2019, quando la società ha accettato un'offerta proveniente dai bulgari del Levski Sofia con cui il giocatore ha firmato un contratto triennale. Mohammed, tuttavia, al termine della seconda stagione in Bulgaria è arrivato alla rescissione, adducendo un mancato pagamento di alcuni stipendi e bonus.
Nel corso del successivo luglio, pochi giorni dopo la riapertura del calciomercato svedese, è tornato ad essere un giocatore dell'Häcken con un accordo valido per il resto della stagione con opzione di rinnovo. Durante il resto della stagione, tuttavia, ha totalizzato solo due presenze in campionato e una in Europa League, partendo dalla panchina in tutte e tre le occasioni, prima di infortunarsi gravemente al ginocchio.
Svincolato per qualche mese, l'8 agosto 2022 è stato presentato dal Norrby (seconda serie svedese) con un contratto fino alla fine dell'anno. Ha totalizzato 8 presenze, di cui solo una da titolare, senza riuscire ad evitare la retrocessione diretta del club.
Il 29 marzo 2023, all'indomani della chiusura della finestra invernale del calciomercato svedese, Mohammed è stato ufficializzato dall'FC Trollhättan, formazione militante nella terza serie nazionale.

### Nazionale
Mohammed ha indossato la fascia di capitano della Nazionale ghanese Under-17. A partire dal 2011 è stato un componente della Nazionale Under-20.

## Palmarès

### Club

#### Competizioni nazionali
- Coppa di Svezia: 2

Häcken: 2015-2016, 2018-2019